# جيك إلينبيرغر
جيك إلينبيرغر (بالإنجليزية: Jake Ellenberger) هو فنان قتال مختلط أمريكي، ولد في 28 مارس 1985 في أوماها في الولايات المتحدة.

## وصلات خارجية
- جيك إلينبيرغر على موقع يو إف سي (الإنجليزية)
- جيك إلينبيرغر على موقع يو إف سي (الإنجليزية)
- جيك إلينبيرغر على موقع بيلاتور (الإنجليزية)
- جيك إلينبيرغر على موقع شيردوغ (الإنجليزية)
- جيك إلينبيرغر على موقع Tapology.com (الإنجليزية)
- جيك إلينبيرغر على موقع IMDb (الإنجليزية)
- جيك إلينبيرغر على موقع قاعدة بيانات الفيلم (الإنجليزية)